# خون أورتينيتزي
خون أورتينيتزي (Jon Aurtenetxe Borde) (3 يناير 1992 في أموريبايتا-إيتكسانو في إسبانيا – )؛ هو لاعب كرة قدم كان يلعب كمدافع.

## وصلات خارجية
- خون أورتينيتزي على موقع الاتحاد الدولي (مؤرشف)  (الإنجليزية)
- خون أورتينيتزي على موقع الاتحاد الأوربي (الإنجليزية)
- خون أورتينيتزي على موقع قاعدة بيانات كرة القدم.إي يو (الإنجليزية)
- خون أورتينيتزي على موقع Soccerbase.com (لاعب) (الإنجليزية)
- خون أورتينيتزي على موقع Soccerway.com (الإنجليزية)
- خون أورتينيتزي على موقع عالم كرة القدم.نت (الإنجليزية)
- خون أورتينيتزي على موقع AS.com (الإسبانية)